# Raghuvansh Prasad Singh
Raghuvansh Prasad Singh (ur. 6 czerwca 1946 w Shahpur, zm. 13 września 2020 w Nowe Delhi) – indyjski polityk, minister.

## Działalność polityczna
Od 1996 do 2014 zasiadał w Lok Sabha. W okresie do 2004 do 2009 był ministrem rozwoju wsi w rządzie premiera Singha.
Zmarł 13 września 2020 na COVID-19.